# Philippe de Girard

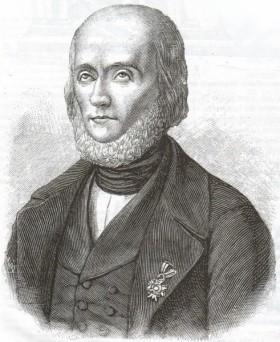
Philippe de Girard

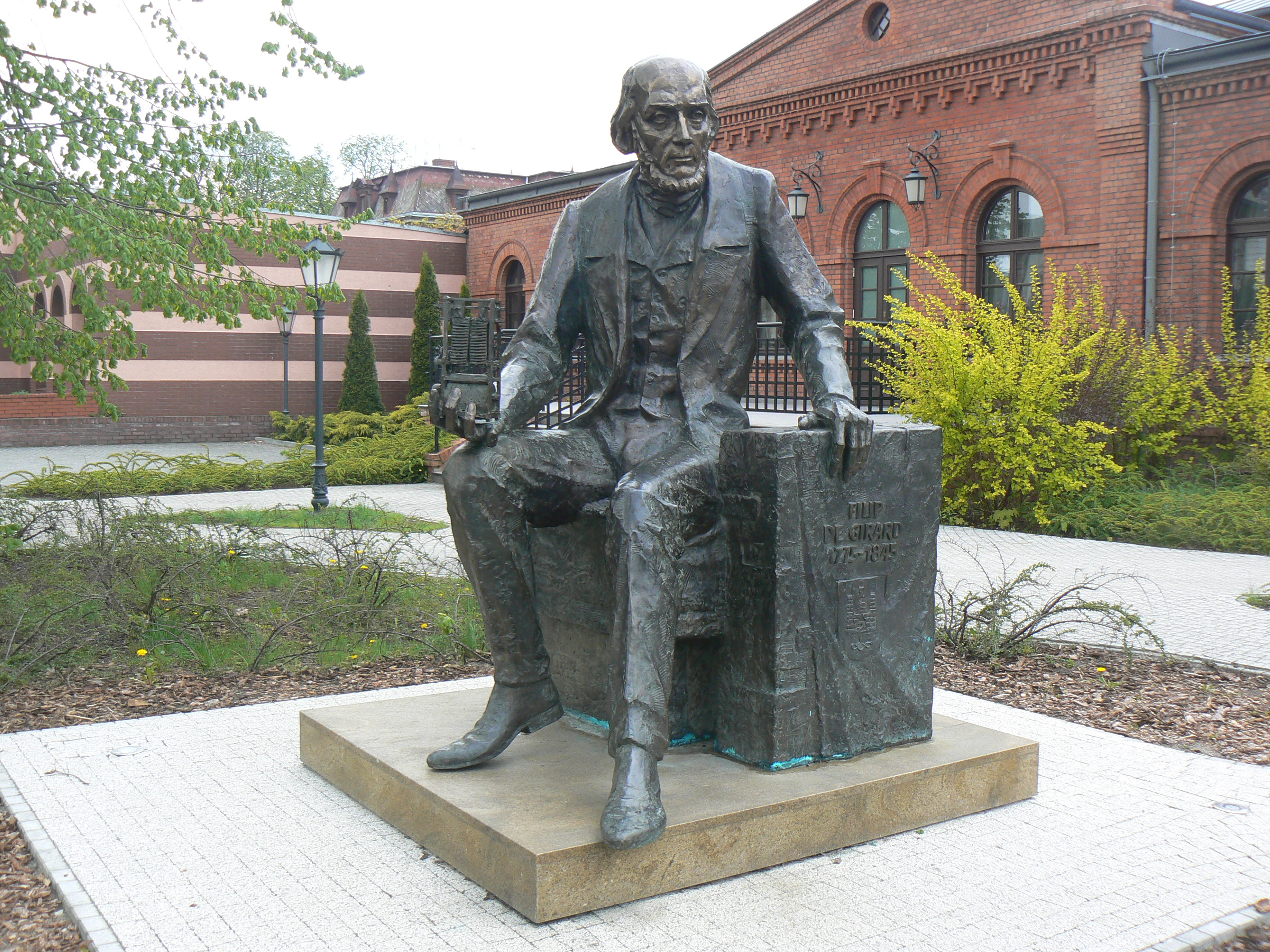
Pomnik Philippe’a de Girarda w Żyrardowie, stojący przy budynku Resursy fabrycznej

Philippe Henri de Girard (ur. 1 lutego 1775 w Lourmarin w Prowansji, zm. 26 sierpnia 1845 w Paryżu) – francuski inżynier i wynalazca.

## Życiorys
Urodził się w zamożnej rodzinie mieszczańskiej wyznania kalwińskiego. W wieku 14 lat skonstruował urządzenie do pozyskiwania energii z fal morskich. 1810 roku brał udział w rozpisanym przez rząd francuski konkursie na zbudowanie przędzarki włókien lnianych. Wynaleziona przez niego przędzarka potrafiła z jednego kilograma lnu uprząść 150 km nici. Urządzenie to zrewolucjonizowało proces produkcji tkanin lnianych. W 1812 uruchomił w Paryżu zakład z 2 tysiącami wrzecion. W 1818, mieszkając w Wiedniu, skonstruował czesarkę do lnu oraz maszynę do produkcji przędzy lnianej z pakuł.
W latach 1825–1844 przebywał na ziemiach polskich. W 1825 roku powołany został przez księcia Franciszka Ksawerego Druckiego Lubeckiego, ministra skarbu rządu Królestwa Polskiego, na stanowisko naczelnego mechanika przy Wydziale Górniczym Komisji Rządowej Przychodów i Skarbu. Do jego zadań należało instalowanie w kopalniach i hutach urządzeń mechanicznych oraz ulepszanie już istniejących. Unowocześnił m.in. zakłady mechaniczne w Białogonie, Samsonowie, Sielpi i hutę cynku „Ksawery” pod Będzinem. W 1828 roku zainstalował w Dowspudzie skonstruowaną przez siebie turbinę wodną. Zaangażował się w powstanie listopadowe – opracował technikę produkcji kolb do karabinów, a zakłady lniarskie w Marymoncie, których był dyrektorem technicznym, przestawiły się na produkcję broni.
Fabryka wyrobów lnianych w Marymoncie pod Warszawą została w 1833 przeniesiona do wsi Ruda Guzowska. Od jego nazwiska wzięło nazwę miasto Żyrardów, powstałe na terenie Rudy Guzowskiej i okolicznych wsi. W 1880 roku w przędzalni tej pracowało 16 tysięcy wrzecion.

## Nagrody i wyróżniania
- 2016 – pośmiertnie uhonorowany nagrodą Złotej ŻyRybki na Interdyscyplinarnym Festiwalu Sztuk Miasto Gwiazd w Żyrardowie, za osobowość lokalną działającą globalnie. Statuetka odebrana przez przedstawiciela Ambasady Francuskiej – Sylvaina Guiaugue'a.

## Wynalazki
Wynalazł między innymi:
- urządzenie (turbiny) do odzyskiwania energii fal morskich
- maszyny do mechanicznego przędzenia lnu – przędzarki oraz wyczesarki do lnu
- turbinę wodną
- dynamometr